# 安妮女王縣
安妮女王縣（英語：Queen Anne's County）是美国马里兰州東岸的一個縣，東北與特拉华州接壤，面積1,320平方公里。根據2020年美國人口普查，共有人口49,874人。縣治申特維（Centreville）。該縣成立於1706年，縣名紀念當時的英国君主安妮女王。